# I giorni della vendemmia
I giorni della vendemmia è un film del 2010 diretto da Marco Righi.
Si tratta del primo lungometraggio diretto da Marco Righi.

## Trama
Nel settembre torrido del 1984, Elia vive con i genitori nella campagna emiliana, nota per la commistione di cattolicesimo e socialismo nostrano. William, il padre, ha una forte inclinazione ideologica al marxismo mentre la madre Maddalena è una fervente cattolica. Il tempo è quello della vendemmia, e ad aiutare nel vigneto di famiglia arriva la nipote di una coppia di compaesani: Emilia. Presuntuosa e disinvolta, Emilia è una rivoluzione nella quotidianità provinciale di Elia.

## Produzione
Il film è stato realizzato in sole due settimane di riprese, in un'unica location; le scene del lungometraggio sono state girate tra la campagna di Masone e quella di Gavassa, entrambe frazioni di Reggio Emilia.

## Colonna sonora
Le musiche originali sono state appositamente composte e arrangiate da Roberto Rabitti (regista del cortometraggio Premio Avanti al Torino Film Festival nel 2008 con Cadono Mamme) ma non sono ancora state pubblicate e disponibili.
Tra le musiche non originali c'è il compositore messicano Murcof (Fernando Corona), con il brano Una, tratto dall'album Utopia, e il cantautore contemporaneo statunitense Jeremy Jay con il singolo Beautiful Rebel in chiusura del film, tratta del suo secondo album A Place Where We Can Go.

## Distribuzione
Il film è stato distribuito nelle sale cinematografiche italiane dalla primavera 2012.

## Accoglienza

### Critica
La critica nazionale e internazionale ha accolto favorevolmente il lungometraggio ritrovando in esso gli elementi di dualismo guareschiano, tra comunismo e cattolicesimo, tipicamente emiliani.
- Geraldine Pigault di Direct Montpellier ha affermato che «Marco Righi è riuscito a raccontare una storia delicata e poetica lontana dai cliché sugli adolescenti».
- Kevin Kern del Syracuse Film festival ha sottolineato come «Marco Righi abbia portato sullo schermo un autentico tour de force di emozioni».
- Per Rolling Stones, in un articolo curato da Enrico Palandri, I giorni della vendemmia è «un film semplice e forte, in cui i corpi sono sempre al centro dell'inquadratura». Rolling Stones 06/2011.
- Per il pubblico del Raindance Film Festival invece «il piccolo cast ha fatto un lavoro imponente».
- Alla 42ª edizione del Nashville Film Festival 2011 I giorni della vendemmia è stato selezionato su un totale di 4.460 opere pervenute; unico film italiano nella sezione New Director Competition, nella Competizione Ufficiale.

## Riconoscimenti
- Valdarno Cinema Fedic 2011
  - Premio Giglio d'Argento a Marco Righi
  - Premio Giglio d'Argento per la migliore interpretazione maschile a Marco D'Agostin
  - Premio miglior lungometraggio Giuria Giovani
- Film Festival Internazionale di Milano 2011
  - Miglior fotografia a Alessio Valori
- ICS - Incontri Cinematografici di Stresa 2011
  - Premio speciale per il miglior film indipendente
- Rencontres du Cinéma Italien de Grenoble 2011
  - Menzione speciale della giuria
  - Menzione speciale della giuria giovani

## Collegamenti con altre opere
Il lungometraggio emiliano si rifà indubbiamente all'iconografia letteraria dello scrittore correggese Pier Vittorio Tondelli, in particolar modo dalla sua opera d'esordio Altri libertini. Una citazione da quest'ultima compare proprio in apertura della pellicola e recita: «Sulla mia terra, semplicemente ciò che sono mi aiuterà a vivere».

## Citazioni
- La sequenza finale richiama il film francese del 1985 diretto da Jean-Luc Godard Je vous salue, Marie.